# سانتا سسیلیا دل آلکر
سانتا سسیلیا دل آلکر (به اسپانیایی: Santa Cecilia del Alcor) یک شهرستان در اسپانیا است که در استان پالنسیا واقع شده‌است.

## خصوصیات
سانتا سسیلیا دل آلکر ۲۰ کیلومترمربع مساحت و ۱۵۲ نفر جمعیت دارد.